# Филипченков, Сергей Викторович
Сергей Викторович Филипченков (род. 11 августа 1960) — советский военный, полковник, Герой Советского Союза.
В годы Афганской войны командир экипажа вертолёта Ми-24 50-го отдельного смешанного авиационного полка в составе 40-й армии Краснознамённого Туркестанского военного округа (ограниченный контингент советских войск в Демократической Республике Афганистан).

## Биография
Родился 11 августа 1960 года в посёлке городского типа Бородинский Киреевского района Тульской области в семье рабочего. Русский. Член КПСС с 1985 года. Окончил 10 классов.
В Советской Армии с 1977 года. В 1981 году окончил Саратовское высшее военное авиационное училище лётчиков. Службу проходил в Группе советских войск в Германии лётчиком-оператором, затем командиром вертолёта Ми-24. С 1984 года — в Краснознамённом Белорусском военном округе.
С 1984 по 1985 год — в составе ограниченного контингента советских войск в Афганистане, где совершил четыреста боевых вылетов.
Указом Президиума Верховного Совета от 31 июля 1986 года за мужество и героизм, проявленные при оказании интернациональной помощи Демократической Республике Афганистан капитану Филипченкову Сергею Викторовичу присвоено звание Героя Советского Союза с вручением ордена Ленина и медали «Золотая Звезда» (№ 11545).
По возвращении из Афганистана в свой полк офицер-вертолётчик возглавил вертолётное звено. Принимал участие в ликвидации последствий аварии на Чернобыльской АЭС. Избирался делегатом XX съезда ВЛКСМ. Окончил Военно-воздушную академию имени Ю. А. Гагарина. Является одним из учредителей и участником Фонда «Региональный общественный Фонд поддержки Героев Советского Союза и Героев Российской Федерации имени генерала Е. Н. Кочешкова».
Награждён орденами Ленина, Красной Звезды, «За службу Родине в Вооружённых Силах СССР» 3-й степени.